# Lewis és Clark expedíciója

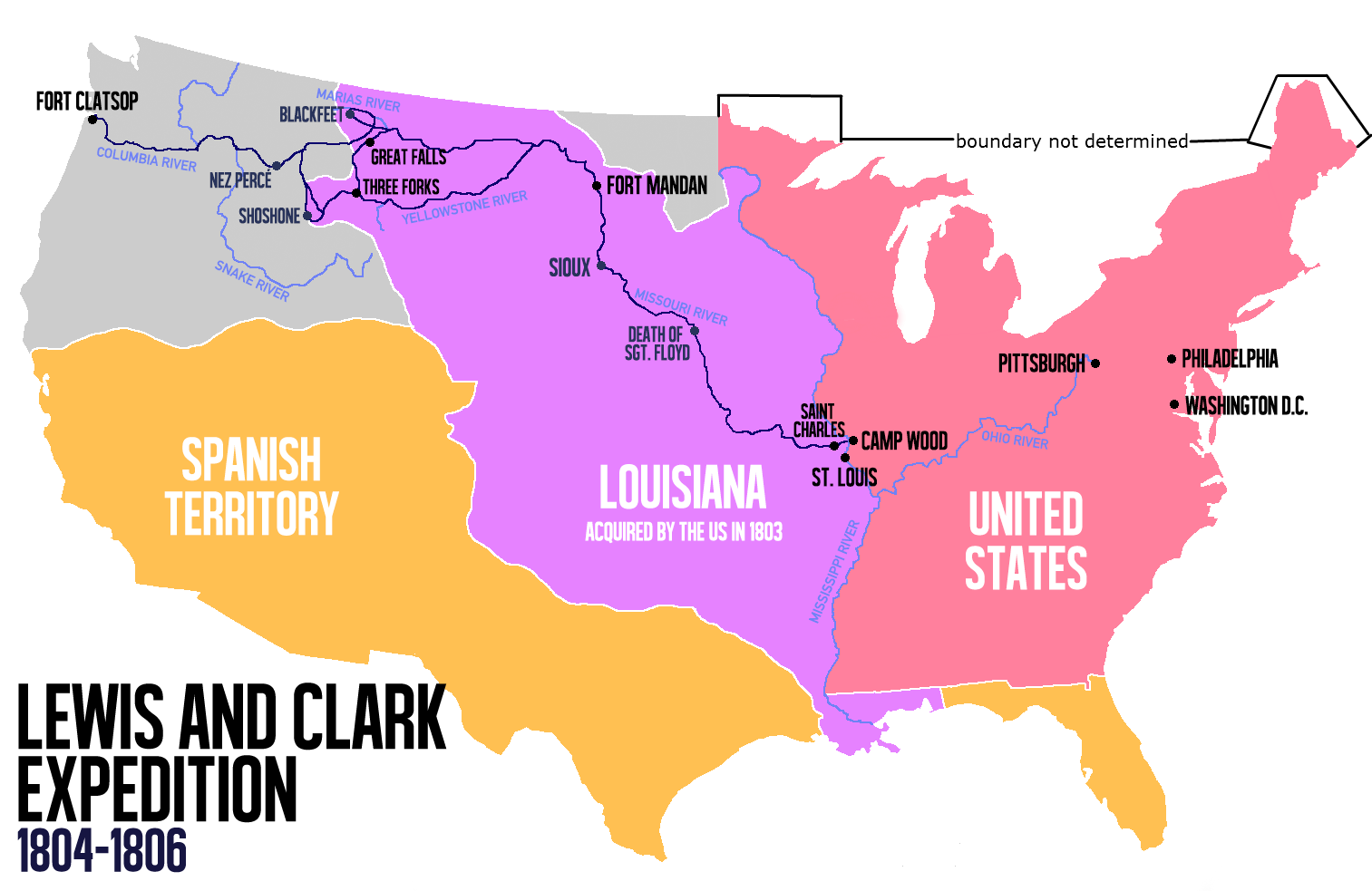
Az expedíció útja

A Lewis és Clark expedíció egy felfedezőút volt 1803. augusztus 31. és 1806. szeptember 25. között. Célja az volt, hogy Louisiana megvásárlását követően nyugat felé haladjanak a megszerzett területen a Csendes-óceánig. Kiindulópontjának az 1970-es évekig az Illinois államban található Camp Dubois-t tekintették, jelenleg pedig a Pennsylvania állambeli Pittsburgh-öt. Nyugat felé tartó útja során az expedíció átvágott a Nagy Amerikai Vízválasztón, majd elérte az óceán partját. A csapat vezetője, amely főként amerikai katonákból és civil önkéntesekből állt, Meriwether Lewis százados volt, valamint közeli barátja, William Clark alhadnagy.
Thomas Jefferson elnök 1803-ban, szinte azonnal Loiusiana megvásárlása után verbuválta az expedíciót, abból a célból, hogy feltérképezzék az új, ismeretlen földeket, és a nyugati partvidékig eljutva mindenütt vegyék birtokba a földet az Egyesült Államok nevében, mielőtt a britek vagy más európai nagyhatalmak megtennék ugyanezt. Emellett tudományos expedícióként is szolgált: növényeket, állatokat, földrajzi sajátosságokat vizsgáltak és rögzítettek, s eközben igyekeztek felvenni a kapcsolatot az őslakos indiánokkal. Visszatérve St. Louis városában számoltak be Jefferson elnöknek a tapasztaltakról, rengeteg térképpel, rajzzal és jegyzettel felszerelkezve.

## Áttekintés
Thomas Jefferson szándéka az volt, hogy találjanak egy olyan közvetlen és használható vízi útvonalat, amelyet a kontinensen keresztül kereskedelmi célokra lehet használni. Amellett az Egyesült Államok fennhatóságát is igyekezett elismertetni a Missouri folyó mentén élő indián törzsekkel, és szerette volna feltérképeztetni a frissen megvásárolt Louisianát. A tudományos kutatások, bár jelentékenynek mondhatók, nem képezték az expedíció elsődleges célját.
A XIX. század során Lewis és Clark neve nemigen bukkant fel a történelemkönyvekben, még az Egyesült Államok fennállásának százéves évfordulóján szervezett világvásáron sem. Először 1904-ben a Louisiana megvásárlásának százéves évfordulóján bukkant fel a nevük St. Louis-ban, majd 1905-ben az emlékezetükre rendezett nemzetközi vásáron, ahol már amerikai pioníroknak tekintették őket. Történetük mindenesetre még sokáig elnagyolt maradt, és csak a legutóbbi időkben sikerült részleteiben is dokumentálni azt.
2004-ben Gary E. Moulton szerkesztésében kiadták az expedíció által készített naplókat.

## Előkészületek

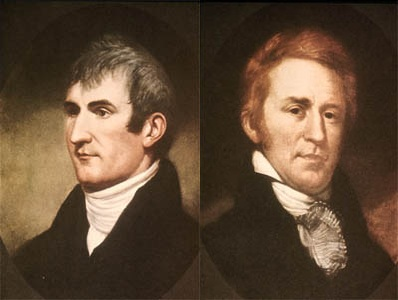
Meriwether Lewis és William Clark

Thomas Jefferson már évek óta olvasott beszámolókat olyan kalandoroktól, akik nyugat felé haladva térképezték fel Amerika ismeretlen tájait. Őt magát is vonzotta az ismeretlen. Az 1780-as években, amikor Franciaországban volt amerikai nagykövet, Párizsban találkozott John Ledyarddal, akivel megbeszélték egy lehetséges expedíció terveit északnyugat felé. Jefferson elolvasta James Cook "Utazás a Csendes-óceánon" című élménybeszámolóját is, valamint Le Page du Pratz "Louisiana története" című esszéjét. Akárcsak Cook kapitány, ő is egy átjárót keresett a Csendes-óceán felé. Alexander Mackenzie korábban a kanadai Mackenzie folyón keresztül elérte a Jeges-tengert – ő és csapata voltak az elsők, akik Mexikóból indulva átszelték a kontinenst északi irányban már 1793-ban, hamarabb, mint Lewis és Clark. Mackenzie műve, az "Utazás Montrealból" volt az, ami rádöbbentette Jeffersont arra, hogy a britek rá akarják tenni a kezüket a Columbia folyóhoz kapcsolódó jövedelmező szőrmekereskedelemre. Meggyőződött arról, hogy minél hamarabb birtokba kell venniük a területeket.
Elnöksége második évében Jefferson felkérte a Kongresszust, hogy támogassa egy Louisianából a Csendes-óceán felé tartó expedíció verbuválását. Nem titkolta ezt el a spanyol, brit és francia hatóságok elől, de a küldetés igazi célját nem tárta fel előttük. A szembenálló föderalistákat egy titkos üzenettel próbálta meggyőzni. A Kongresszus meg is szavazott 2324 dollárt az úti ellátmányra.
1803-ban össze is hívta a felfedezőcsapatot, amely vezetőjének Meriwether Lewis századost tette meg. Ő hívta magával William Clarkot, hogy legyen a társ-vezetője. Lewis képzett ember volt, számtalan dologban jártas és kitartó, ami alkalmassá tette egy ilyen expedíció vezetésére. De még az indulás előtt Philadelphiába küldte őt Jefferson, hogy Benjamin Rushtól sajátítsa el a gyógyítás technikáját. Ezenkívül Andrew Ellicott oktatta őt csillagászatra, többek között a szextáns és más navigációs eszközök használatára. Lewis rendkívüli érdeklődést tanúsított és gyorsan tanult. Jefferson egy hatalmas könyvtárat is a rendelkezésére bocsátott, amelyben Észak-Amerika földrajzáról sajátíthatott el egyet s mást.
1803 nyarán készült el az expedíció nagy hajója Pittsburgh-ben, Lewis felügyelete alatt, és elkészülte után szinte azonnal megrakták ellátmánnyal. Lewis és csapata augusztus 31-én indult el az Ohio folyón, hogy a Kentucky állambeli Louisville-ben találkozzon októberben Clarkkal. A céljuk az volt, hogy feltérképezzék a frissen megvásárolt Louisiana Területet, és itt kereskedelmi útvonalakat építsenek ki, továbbá jelezzék az Egyesült Államok fennhatóságát az indiánok számára a Missouri folyó mentén. Jefferson azt is akarta, hogy a Csendes-óceán partvidékén, Oregonban jelezzék az amerikaiak érkezését, hogy ezzel vegyék elejét annak, hogy esetleg egy másik európai állam formáljon igényt a földre. A történészek szerint Jeffersont az is motiválhatta az adatgyűjtés elrendelésében, hogy tudta: ha bővebb ismeretekkel rendelkeznek az adott területről, akkor könnyebben tudják igazolni, hogy valóban az övék a föld. Az expedíció legfontosabb feladata azonban az volt, hogy lehetőség szerint találjanak egy teljesen vízi utat a két partvidék között, kereskedelmi céllal.
Az amerikai pénzverde speciális érméket vert, rajtuk Jefferson arcképével, valamint a barátság és a béke üzenetével, melyeket utóbb indián békemedáloknak is hívtak. Ezeket kellett a katonáknak az útközben talált törzsek részére szétosztaniuk. A csapat a legjobb fegyvereket kapta, éppen az erődemonstráció szándékával. Ezek között volt egy osztrák gyártmányú, .46-os kaliberű Girandoni-szélpuska is, egy húsz töltényes tárral rendelkező ismétlőfegyver, mely elég erős volt ahhoz, hogy elejtsen egy szarvast. Emellett kovás lakattal ellátott fegyverek, kések, kovácsoláshoz szükséges szerszámok, és térképészeti felszerelések is voltak náluk. Zászlók, ajándékcsomagok, orvosság, és sok más egyéb is az útravaló részét képezte. Az útiterv szerint a Missouri folyón keresztül haladtak volna annak forrásáig, majd a Csendes-óceánhoz a Columbia folyón keresztül, hasonló útvonalon, mint amit egy évszázaddal korábban egy indián felfedező, Moncacht-Apé is bejárt. Az ő útját Antoine-Simon Le Page du Pratz írta meg, s ez a könyv Jefferson illetve Lewis birtokában volt. Az egyetlen gond a könyvvel csak az volt, hogy ki tudja, milyen okból, de Le Page egyáltalán nem tesz benne említést a Sziklás-hegységről, mint komoly akadályról, és ez lehetett az oka annak, hogy Lewis és Clark úgy hitték: könnyűszerrel át tudnak jutni csónakjaikkal a Missouri-ról a Columbiára.

## Utazásuk

### Indulás

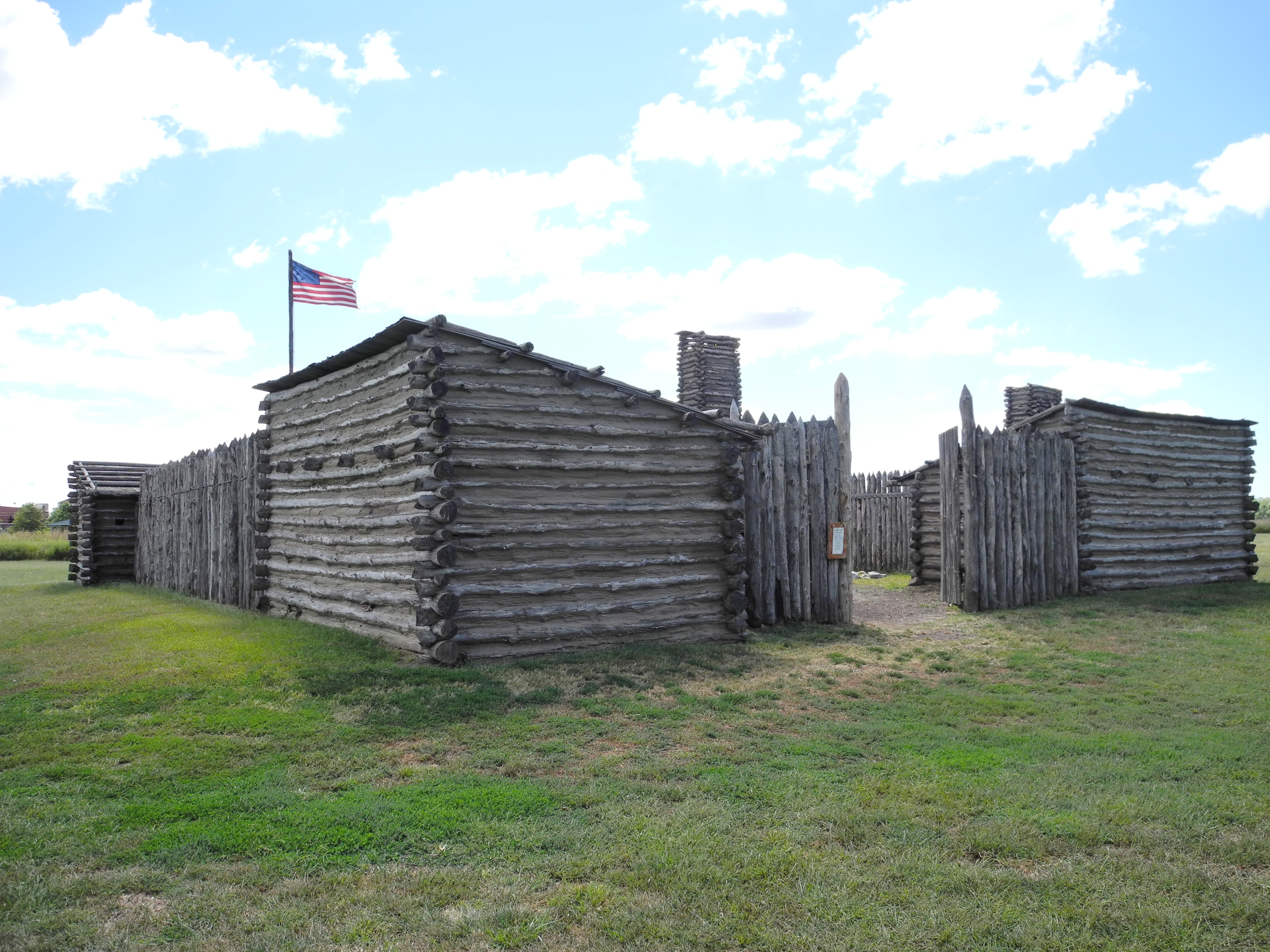
Camp Dubois (Camp Wood) rekonstrukciója

A felfedezőcsapat 1804. május 14-én délután 4 órakor hagyta el az Illinois állambeli Camp Dubois-t (Camp Wood). Clark utasítására felfelé kezdtek el haladni a Missouri folyón egy nagy és két kis hajóval a Missouri állambeli St. Charles felé, ahol hat nappal később csatlakozott hozzájuk Lewis. Másnap délután, május 21-én folytatták útjukat. A beszámolók eltérőek, de a tisztekkel, besorozott katonákkal, civil önkéntesekkel, és Clark afroamerikai szolgájával, Yorkkal összesen kb. 45-en lehettek.
St. Charles-ból tovább haladtak a folyó mentén, elérve azt a területet, ahol ma a missouri Kansas City és a nebraskai Omaha városa található. Augusztus 20-án Charles Floyd őrmester elhunyt, valószínűleg akut vakbélgyulladás következtében. Az elsők közt volt, akik jelentkeztek az expedícióra, és szerencsére az egyetlen is, aki útközben vesztette életét. Egy közeli dombon temették el, amit ma tiszteletére "Floyd's Buff"-nak neveznek, és az iowai Sioux City része. Temetésének helyét egy cédrusfa oszloppal jelölték meg, rajta a nevével és halálának időpontjával. Körülbelül 2 kilométert haladtak, ahol egy másik folyót találtak, melyet Floyd-folyónak neveztek el. Augusztus utolsó hetén az expedíció elérte a Nagy-síkságot, ahol rengeteg szarvast, vapitit, bölényt és hódot találtak.
Az expedíció két tucatnyi indiá törzzsel vette fel a kapcsolatot, segítségük nélkül valószínűleg éhen haltak volna a kemény telek, az éhezés, vagy éppen a Sziklás-hegység útvesztőiben való eltévedés miatt,
Az amerikaiak és a lakoták (akiket sziúknak is neveztek) viszont nem jöttek ki túl jól, és komoly esély volt rá, hogy összecsapás fog kitörtni köztük. Harry W. Fritz elmondása alapján a Missouri folyón korábban felhajózó utazók is figyelmeztettek erre az erős és agresszív törzsre, mely akadályozza a szabad kereskedelmet. Clarkék érkezésekor ráadásul féltek a dél felől az omaha indiánok részéről történő ellentámadástól is, ugyanis nem sokkal korábban egy fosztogatás során megöltek 75 omaha indiánt, felégettek 40 házat, és négy tucat foglyot is ejtettek. A csapat és a lakoták a Missouri és a Bad folyók összefolyásánál, a mai dél-dakotai Fort Pierre-nél találkoztak. Egyikük lova eltűnt és ezért az indiánokat tették felelőssé. Miután sikerült tisztázni a félreértést, a lakoták azt mondták, hogy maradjanak itt, ahol vannak, vagy a továbbhaladásért cserébe adjanak több ajándékot a törzsnek. Többször is robbanásig feszült a helyzet, de végül csak sikerült átjutniuk, és az expedíció arikara területen folytatódhatott. Clark visszaemlékezéseiben háborúszerű élményekről és "egy vad nép elvetemült szörnyeiről" írt.

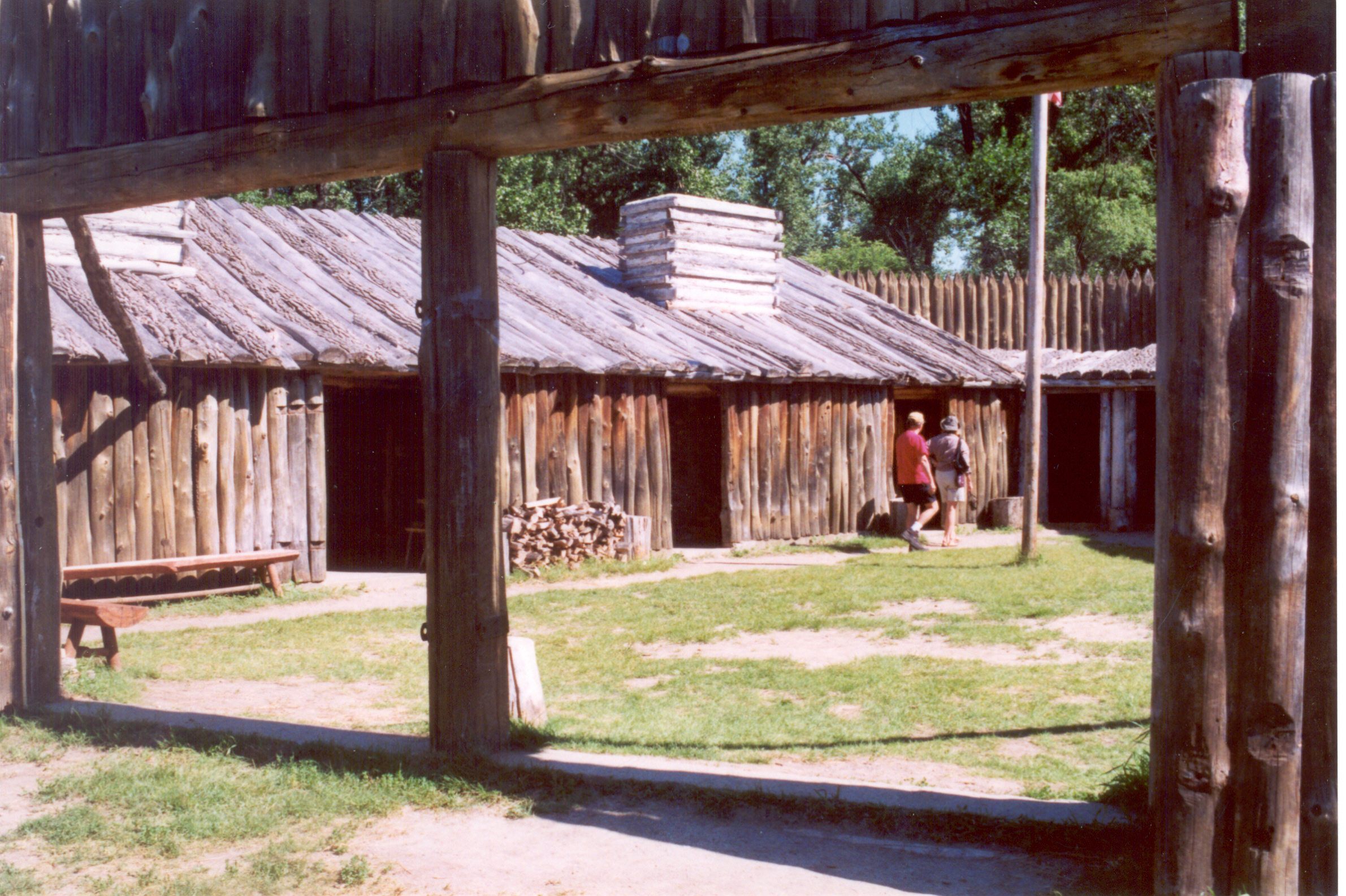
Fort Mandan rekonstrukciója

1804 telén a csapat felépítette Fort Mandant, a mai észak-dakotai Washburn közelében. 1805. április 7-én távoztak, a nagy hajójukat pedig visszaküldték St. Louis-ba rengeteg begyűjtött mintával, köztük olyan fajokkal, amiket a Mississippitől keletre még sosem láttak. Továbbhaladásuk során egy törzsfőnök az egyik csónakjukat kérte az átengedésükért cserébe. Ebből is konfliktus lett, mely majdnem harchoz vezetett, de végül mindkét fél meghátrált. Az amerikaiak gyorsan megindultak nyugat felé, felfelé a folyón, majd a telet mandan területen töltötték. Táborozásuk során indiánok látogatták meg őket, többen éjszakára is ott maradtak. Hamarosan találkoztak a mandan törzsfőnökök tanácsával is, és itt találkoztak Toussaint Charbonneau-val, egy francia-kanadai prémvadásszal, valamint soson feleségével, Sacagawea-val, aki az expedíció tolmácsa lett. A törzsfőnökök szándéka békés volt, s végül a békepipát is elszívták. Április 25-én Lewis megírta a jelentését az expedíció megfigyeléseiről, "A Louisiana Területen élő indián népek statisztikai nézőpontból" címmel. Ebben több törzs nevét, lakóhelyét, kereskedelmi szokásaikat, és az általuk használt vízi utakat rögzítette, sok más egyéb mellett. Jefferson elnök később ezt a jelentést bemutatta a Kongresszusnak is.
Május 25-én pillantották meg először a Sziklás-hegységet, mely nagy kihívásnak ígérkezett. A Missouri folyót egész a forrásvidékéig követték, és itt átlépték a Nagy Amerikai Vízválasztót a Lemhi-hágónál. Útközben ráleltek a sosonokra is, ahonnét Sacagaewa származott. Az ő segítségükkel szereztek lovakat. Kenukkal ereszkedtek le előbb a Clearwater-folyón, a Snake-folyón, majd a Columbia-folyón, megkerülve a Celilo-vízesést, majd a Willamette és Columbia-folyók találkozásánál elértek a mai Portland területére. A folyó alsó szakaszán a csapat William Robert Broughton 1792-es jegyzeteit használta tájékozódásra. A jellegzetes Mount Hood hegycsúcs látványa, valamint más sztratovulkánoké mutatta meg az expedíciónak, hogy hamarosan elérik a Csendes-óceánt.

### A Csendes-óceán partján
1805. november 7-én pillantották meg a Csendes-óceánt, melyet két héttel később értek el. A második telet a Columbia folyó északi partján, egy viharokkal különösen sújtott részen vészelték át. Ebben az időszakban kevés élelmük volt: a vapitik, amelyeket addig lehetett vadászni, visszahúzódtak a hegyekbe, az expedíciónak pedig nem maradt elegendő vagyona ahhoz, hogy a környező törzsektől vásároljon élelmet. November 24-én megszavazták, hogy áthajóznak a Columbia déli partjára, a mai Oregon állambeli Astoria területére. A szavazásban Sacagawea és York is részt vehettek.
A déli parton megtalálták a Netul-folyót (ma Lewis és Clark-folyó), amelyen 3 km-t felfelé hajózva megalapították Fort Clatsopot. Az erőd nemcsak védelmet jelentett számukra, de a rajta lobogó amerikai zászló egyben jelezte a területi igényt is. A tél során Lewis írni kezdett. Rögzítette élményeit és tapasztalatait, illetve főként botanikai tárgyú írásokat rögztett, mert lenyűgözte őt a gazdag növényvilág, amit addig látott. A csapat számára az emberek egészsége jelentett gondot, sokan küzdöttek megfázással vagy influenzával.
Tudván, hogy hajózó szőrmekereskedők rendszeresen feljártak a Columbia folyó alsó szakaszán, Lewis és Clark megkérték a csinok indiánokat, hogy szóljanak nekik, ha hajókat látnak. Így tudták meg, hogy Samuel Hill kapitány itt járt nem is olyan régen. 1805 novemberében ismét itt járt, de elmellőzték egymást.

### Visszaút
Lewis úgy döntött, hogy április 1-jén indulnak vissza, de ha mód van rá, akkor ennél korábban. Március 22-én véget ért a viharos időjárás, 23-án pedig a csapat végre hazaindulhatott. Kezdetben kenuikkal a Columbia folyón haladtak felfelé, majd a hegyekben gyalogosan. Távozásuk előtt Clark egy levelet adott át a csinokoknak azzal, hogy ha újabb kapitány érkezne, adják át neki. Ez történetesen Samuel Hill volt, aki azt előbb elvitte magával Kantonba, majd innen került Thomas Jefferson kezébe, aki így értesült az expedíció sikereiről, mielőtt hazatértek volna.
Először Camp Chopunnish-ig haladtak (ma Idaho államban található), a Clearwater folyó északi partján, ahol 65 lovat gyűjtöttek össze, hogy felkészüljenek a Bitterroot-hegységen való átkelésre, mely Idaho és Montana határán fekszik. A hegyeket azonban még mindig hó fedte, így nem volt értelme megpróbálkozni az átkeléssel. Április 11-én, amikor még mindig az olvadásra vártak, Lewis kutyáját, Seamant ellopták az indiánok, de szerencsére hamar visszaadták. Aggódva amiatt, hogy ezt az egy alkalmat további tolvajlások követik, Lewis figyelmeztette a törzsfőnököt, hogy ismételt esetben keményen meg fogják azt torolni.
Július 3-án, mielőtt elérték volna a Nagy Amerikai Vízválasztót, a csapat kettévált, hogy Lewis felfedezhesse a Marias folyót. Négyfős csapatuk feketeláb indiánokkal találkozott az út során. Egyik éjszaka az indiánok el akarták lopni a fegyvereiket, így összetűzés alakult ki köztük, melyben két indián meghalt. Félve a bosszújuktól a csapat egy nap alatt majdnem 100 mérföldet tett meg, mielőtt újra letáborozott volna. Eközben Clark az absaroka indiánok földjére ért, ahol egy éjszaka a lovaik fele eltűnt, de tolvajoknak nyoma sem volt. Augusztus 11-én a Yellowstone és a Missouri folyók találkozásánál újra találkozott a két felfedező. Clark egyik vadásza, Pierre Cruzatte, tévedésből összekeverte Lewist egy vapitivel és meglőtte – szerencsére komolyabb baja nem esett. Az újra együtt lévő csapat már könnyűszerrel lehajózhatott a Missouri folyón St. Louis-ig, amit 1806. szeptember 23-án értek el.

### Spanyol közbelépés
1804 márciusában, még az expedíció indulása előtt az új-mexikói spanyolok megtudták James Wilkinson tábornoktól, hogy amerikaiak fognak keresztülhaladni spanyol fennhatóságúnak tekintett területeken. Hogy megállítsák és bebörtönözzék őket, négy expedíció indult, katonák, zsoldosok, és indiánok részvételével augusztus 1-jén Santa Fe-ből. A Platte folyó mellett a pavni indiánok világosították fel őket, hogy Lewis és Clark napokkal korábban elhagyták a területet. Habár a nyomukban próbáltak járni, végül nem érték el a gyorsan haladó csapatot.

## Tudományos kutatások

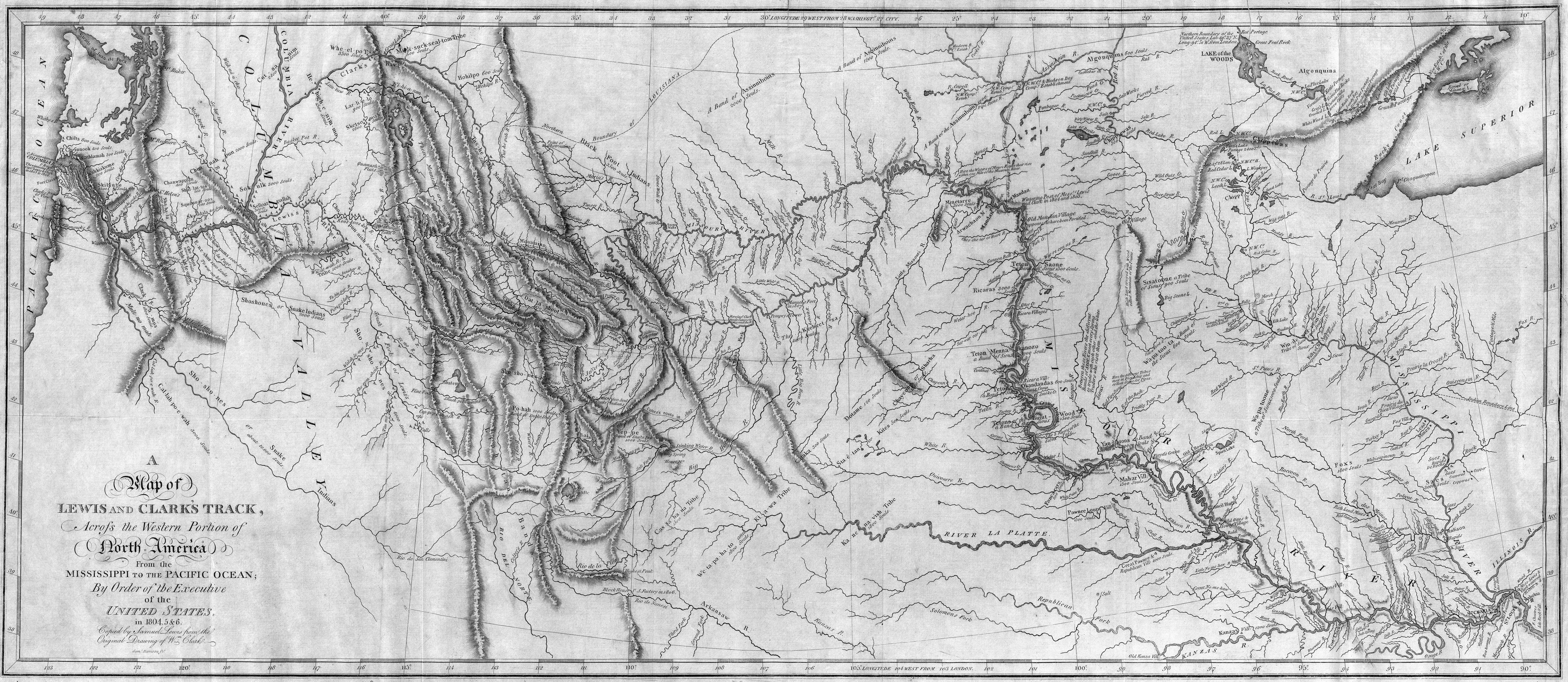
Az expedíció térképe

Az expedíció fontos információkat gyűjtött az északnyugati területekről és viszonylag pontos térképeket is sikerült alkotniuk, szám szerint 140-et. Ismereteket rögzítettek továbbá olyan természeti erőforrásokról, növényekről és állatokról, amelyekről azelőtt nem is hallottak. Ők voltak az első amerikaiak, akik leküzdötték a Nagy Amerikai Vízválasztót, ők látták először a Yellowstone-t, ők jártak először Montanában és adtak mindezekről leírásokat. A Csendes-óceán partvidékének elérésével fontos tettet is végrehajtottak, hiszen zászlók és emblémák kihelyezésével megteremtették a jogi alapot arra, hogy a felfedezés jogán igényt tarthassanak ezekre a területekre.
A kutatómunkát az Amerikai Filozófiai Társaság szponzorálta, ennek érdekében még az út előtt számos instrukciót kaptak csillagászat, botanika, klimatológia, néprajz, földrajz, meteorológia, ásványtan, madártan, és zoológia tárgyában. Útjuk során több mint 70 indián törzzsel találkoztak és több mint 200 új növény- és állatfajt írtak le.
Jefferson az expedíciót egyfajta erődemonstrációnak is szánta, annak érdekében, hogy az indián törzsek, látva a katonai erőt, kisebb ellenállással legyenekaz Egyesült Államok igényeivel szemben – ez a módszer korábban máshol is működött. A következő években az elkészített térképek nagy segítséget jelentettek a területek birtokba vétele során.
1807-ben Patrick Gass, a csapattal tartó egyik közlegény megírta emlékiratait. Az expedíció során őt őrmesterré léptették elő. Paul Allen 1814-ben kétkötetes útinaplót adott ki a beszámolók alapján Philadelphiában, anélkül, hogy megemlítette volna, hogy annak valódi szerzője Nicholas Biddle. Valójában a teljes útinaplót mind a mai napig nem jelentették meg nyilvánosan. Az eredeti útinaplók ma a Montanai Egyetem "Maureen és Mike Mansfield" Könyvtárában találhatók.

## Találkozás az indiánokkal
Jefferson elnök utasításba adta, hogy a lehető legtöbb információt tudják meg az útjuk során felbukkanó indián törzsekről, így különösen hogy hol élnek, miként élnek, milyen katonai erőt képviselnek, és hogy milyen a kultúrájuk, mik a szokásaik. Ennek az volt a célja, hogy az Egyesült Államok is jobban megismerje a frissen birtokba vett Louisianát illetve az északnyugati területeket. Az itt élő törzseket meg kellett győzniük arról, hogy a föld, ahol élnek, az USA részét képezi, és az amerikai elnök gyakorolja felette, így felettük is a hatalmat. Ezek az indiánok sokfélék voltak: volt köztük, amely felajánlotta segítségét, tudását a vadonról, illetve élelmet is jó szívvel adott. A találkozásokról minden esetben külön erre a célra készített bőrkötésű naplóba készítettek feljegyzést tintával, tudományos és geológiai információkkal egyetemben. Ajándékként érméket, szalagokat, tűket, és egyéb szép és értékes holmikat tartottak maguknál arra az esetre, ha az egyes törzsekkel vagy törzsfőnökökkel egyezkedniük kellett.
Számos törzsnek volt már korábban baráti kapcsolata brit vagy francia prémkereskedőkkel a Missouri és a Columbia folyók mentén, és a legtöbb találkozás az expedíció során szintén békés volt. 1804. szeptember 25-én azonban a lakotákkal (a sziúkat alkotó három törzs egyikével) összetűzésbe kerültek. Fekete Bölény és Szabad Harcos törzsfőnökök ugyanis megtagadták a továbbhaladást, és a folyón való átkeléshez további ajándékokat követeltek. A lakoták hét törzse egy hatalmas országot irányított ezen a területen, és köztük az volt a szokás, hogy idegeneket egyáltalán nem engedtek be, sőt még azt sem, hogy a folyókon hajózzanak, hacsak nem rótták le valamilyen adománnyal a tiszteletüket. Lewis ott követte el az első hibát, hogy az ajándékok átadásakor először Fekete Bölénynek adta át, és nem Szabad Harcosnak, amit ő sértésnek vett. A kommunikáció nehézkes volt, ugyanis az expedíció egyetlen sziú nyelven beszélő tolmácsa, Pierre Dorion hátra kellett, hogy maradjon a csoport másik felével, és ráadásul ő maga is nézeteltérésbe keveredett az indiánokkal. A helyzetet úgy próbálták meg kiegyenlíteni, hogy mindkét törzsfőnök egyenlő mértékű ajándékot kapott, de ezt meg mindketten keveselték, és a törzseik iránti tiszteletlenségnek vették. Erre Szabad Harcos törzsének néhány tagja lefoglalta a csapat egyik hajóját és evezőlapátját. Lewis úgy döntött, erőt demonstrál és megmutatja nekik a fegyvereiket, Clark pedig előhúzta a kardját és fenyegető állásba helyezkedett. Mielőtt a helyzet elfajult volna, Fekete Bölény visszahívta az embereit.
Végül sikerült tárgyalások útján megoldani a dolgokat: az indiánok több ajándékot és egy üveg whiskyt is kaptak. A következő két napot az expedíció Fekete Bölényék tábora közelében töltötte. Hasonló incidens alakult ki, amikor távozni szerettek volna, ám azt már rutinosan megoldották némi dohány átadásával.

### Megfigyelések
Ahogy Jefferson elnök is kérte, az expedíció rögzítette az őslakosok mindennapjait, szokásait, életmódját. Európai szemmel nézve ezek sok tekintetben bárdolatlannak és megbotránkoztatónak tűnhettek. Ezekről többnyire a törzsek közelében történő letáborozással, illetve a téli hónapokban a hosszabb ideig történő egy helyben várakozással szereztek információt.
Az egyik fura szokás, amit feljegyeztek, hogy ellentétben az európai normákkal a legtöbb indián törzsben teljesen természetes volt kettő vagy több feleséget is tartani (ha el tudták tartani őket), akiket ráadásul gyakran közeli családi körből választottak ki. A mandan törzseknél előfordult, hogy a húgukat vették nőül. A nők részéről az önmegtartóztatás egyáltalán nem volt elvárás, gyakran buják voltak. A fiatal lányokat egyesek úgy adták-vették feleségnek, mint bármely más portékát, jellemzően lóra vagy szamárra cserélve őket. Ez főként a sziúkra volt jellemző, de például a sosonok sokkal nagyobb tisztelettel bántak a nőkkel.
Megfigyeléseik során azt tapasztalták, hogy a törzsek szinte mindig háborúban álltak valakivel, különösen a sziúk, akik bár a prémkereskedőkkel alapvetően barátságosak voltak, mindenki mással szemben büszkék, nyakasak, és kérkedők, és több más indián törzset leigáztak a Mississippi és a Missouri vidékén.

### Sacagawea

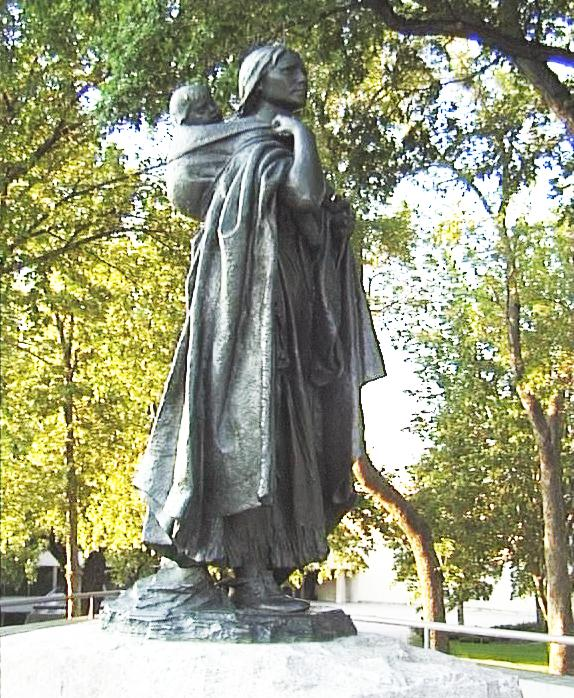
Sacagawea szobra

Sacagawea (1788 körül – 1812. december 20.) egy soson indián nő volt, aki férjével, Toussaint Charbonneau -val csatlakozott az expedícióhoz. 1805. február 11-én, néhány héttel azután, hogy először találkoztak, Sacagaweanál beindul a szülés, mely lassú és fájdalmas volt, Charbonneau javaslatára pedig csörgőkígyómérget akartak adni neki, hogy könnyítsenek rajta. Lewisnál történetesen volt a méregből, beadták a nőnek, aki ezután komplikációk nélkül megszülte fiát, akit Jean Baptiste Charbonneau-nak neveztek el.
Mikor az expedíció elérte a Marias folyót 1805. június 16-án, Sacagawea súlyos beteg lett, azonban jobban lett, amikor ivott egy kicsit a folyót tápláló egyik kénes vizű forrásból.
Habár sokat szerepel az irodalomban, a legtöbb róla alkotott mű fikció vagy utólag kiszínezett cselekmény. A tudósok abban egyetértenek, hogy Sacagawea bizonyára sok földrajzi jellegzetességet felismert, de nem ő volt az expedíció kalauza, hanem sokkal inkább fordítóként és egyéb feladatok elvégzésének terén vették hasznát. Egy nő és egy újszülött gyermek látványa ráadásul sokkal előnyösebb helyzetbe hozta a csapatot, ha idegen törzsekkel kellett tárgyalniuk.
Írásaiban Meriwether Lewis sokszor negatív felhanggal ír róla, Clark viszont nagyobb tisztelettel volt iránta, és a gyermekét is segítette az utazásukat követő években.

## Eredmények
Az expedíció elérte az elsődleges célját és elérte a Csendes-óceánt, térképeket készített, és jelenlétével jogot formált az ottani területekre. Legalább kéttucatnyi indián törzzsel vettek fel diplomáciai és kereskedelmi kapcsolatot. Ugyan nem találtak egybefüggő vízi utat az óceánhoz, de felfedeztek egy indián utat, amely a Missouri folyó forrásától a Columbia folyóhoz vezetett. Információkat gyűjtöttek a természeti környezetről, a növény- és állatvilágról, ennek során számos növényfajt, magokat és ásványokat magukkal vittek. Az elkészített térképeken megjelölték a jelentősebb természeti képződményeket: hegyeket, folyókat, indián földeket. Utóbbiaktól szokásokat jegyeztek fel és még a nyelvüket is tanulmányozták. A tőlük kapott ajándékokat: íjakat, ruhákat, ünnepi viseleteket is magukkal hozták.

## Utóélete
Két hónappal az expedíció befejezése után állt Jefferson a Kongresszus elé az eredményekkel kapcsolatosan. A botanikai és zoológiai felfedezések rendkívül érdekelték az Amerikai Filozófiai Társaságot, akik megvizsgálták a begyűjtött mintákat. Jefferson az újonnan begyűjtött indiánkukorica-magokat ültette el és állapította meg, hogy nagyszerű élelemforrás lehet. Az expedícióval együtt tért vissza a mandan törzsfőnök, Seheke, aki szerette volna látni a nemzet "Nagy Atyját", az amerikai elnököt. Hazaútja az ellenséges törzsek miatt közel két évig húzódott el.
Az 1970-es években a szövetségi kormányzat emlékhellyé nyilvánította Camp Dubois-t, 2019-ben pedig a pennsylvaniai Pittsburgh-öt állapították meg, mint az út hivatalos kiindulópontját. Az expedíció számos bélyegre, érmére és egy 1901-től kibocsátott 10 dolláros papírpénzre került fel.

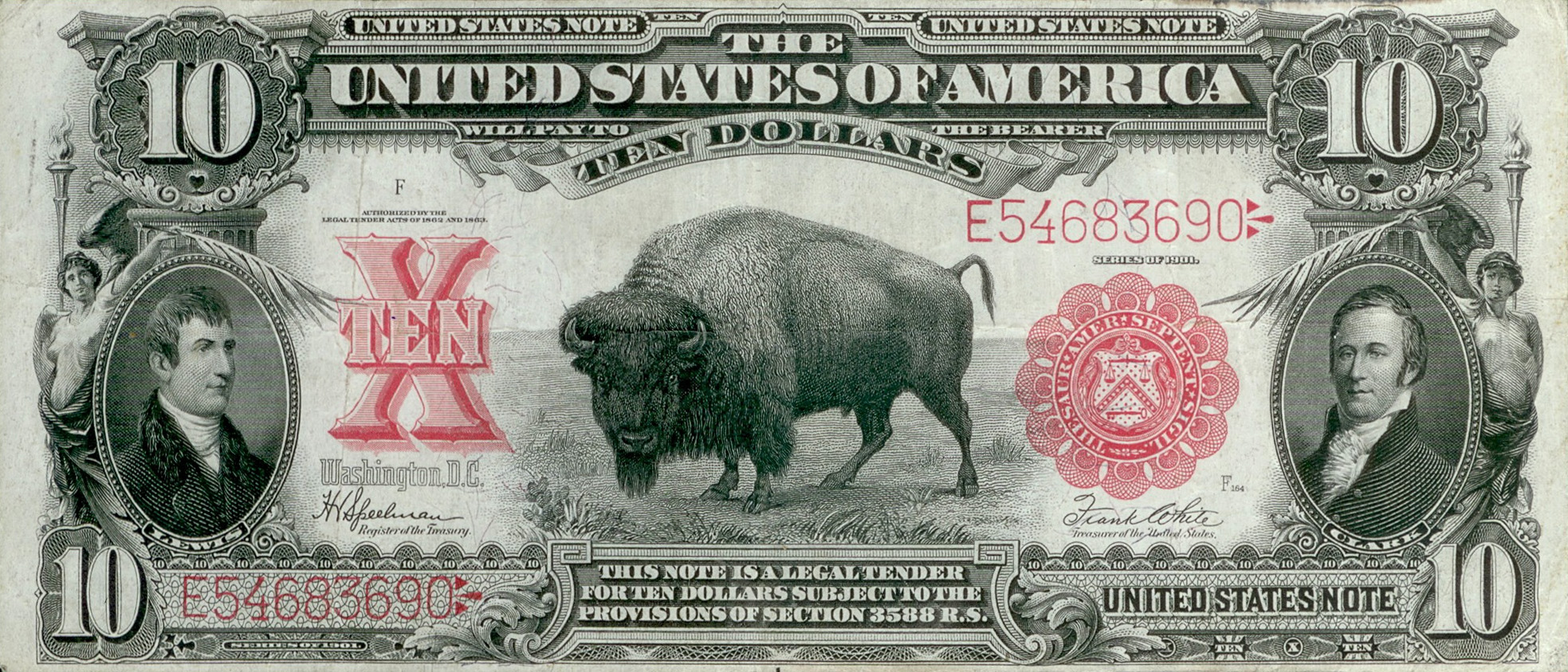
1901-es sorozatú, United States Note típusú, amerikai 10 dolláros, Lewis és Clark, valamint egy amerikai bölény ábrázolásával, 1901 és 1922 között bocsátották ki.

## Korábbi felfedezők
1682-ben René-Robert Cavelier de La Salle utazott le a Nagy-tavaktól egészen a Mississippi torkolatáig. A bejárt területen számos helyőrséget hoztak létre. Más francia felfedezők, mint Pedro Vial, Pierre Antoine és Paul Mallett követték őt. Vial megelőzhette Lewist és Clarkot is – 1787-ben az általa bejárt Felső-Missouri vidékről készíttt térképet átadta a spanyoloknak.
1792-ben az amerikai Robert Gray felfedező a Columbia Rediviva hajó fedélzetén fedezte fel az akkor még névtelen Columbia folyót, amit a hajójáról nevezett el és nyilvánította amerikai tulajdonnak. Ugyanebben az évben a Vancouver Expedíció nevű vállalkozás használta Grey térképeit. Ez az expedíció körülbelül 160 kilométert derített fel a folyóból, egészen egy kanyonig. Az általuk készített térképet Lewis és Clark is használta.
1792-1793-ban Alexander Mackenzie is keresztülszelte Észak-Amerikát, Quebecből indulva nyugat felé.

## Forráshivatkozások
1. ↑  Pittsburgh recognized as starting point for Lewis and Clark expedition | TribLIVE.com. triblive.com. (Hozzáférés: 2020. szeptember 13.)
2. ↑  Elin Woodger – Brandon Toropov: Encyclopedia of the Lewis and Clark Expedition.  2014–05–14.  ISBN 978-1-4381-1023-3 Hozzáférés: 2020. december 3.
3. ↑  National Geographic: Lewis & Clark—"Ocian in View!". web.archive.org, 2016. szeptember 27. [2016. szeptember 27-i dátummal az eredetiből archiválva]. (Hozzáférés: 2020. december 3.)
4. ↑  Pittsburgh recognized as starting point for Lewis and Clark expedition | TribLIVE.com. triblive.com. (Hozzáférés: 2020. december 3.)
5. ↑  Sir Alexander Mackenzie | Scottish explorer (angol nyelven). Encyclopedia Britannica. (Hozzáférés: 2020. december 3.)

## Fordítás
Ez a szócikk részben vagy egészben  a   Lewis and Clark Expedition című angol Wikipédia-szócikk ezen változatának fordításán alapul.  Az eredeti cikk szerkesztőit annak laptörténete sorolja fel. Ez a jelzés csupán a megfogalmazás eredetét és a szerzői jogokat jelzi, nem szolgál a cikkben szereplő információk forrásmegjelöléseként.